# Bruno Leddin
Bruno Leddin (* 17. Februar 1898 in Berlin; † 25. März 1951 in Hannover) war ein deutscher Politiker der SPD.

## Leben
Der Sohn eines Bahnbeamten besuchte zunächst die Volksschule. Nach einer kaufmännischen Lehre in Stolp von 1912 bis 1914 war Leddin zunächst bis 1916 Handlungsgehilfe in Stettin. Während des Ersten Weltkriegs war er von 1916 bis 1918 Soldat. Nach dem Krieg trat er in die USPD ein, wechselte aber bereits 1919 zur SPD. Er arbeitete in Stolp von 1918 bis 1925 als Leiter des städtischen Mieteinigungsamtes. Anschließend war er bis zum Verbot der Gewerkschaften 1933 Gewerkschaftssekretär beim Deutschen Landarbeiterverband für die Landkreise Stolp und Lauenburg. Leddin war Stadtverordneter und Stadtrat in Stolp, Vorsitzender der AOK und Geschäftsführer des neuen Gewerkschaftshauses. Er war von 1928 bis 1933 Mitglied im Provinziallandtag der Provinz Pommern.
Nach der Machtergreifung der Nationalsozialisten wurde er 1933 wiederholt verhaftet und schließlich aus Pommern ausgewiesen. Er übersiedelte nach Hannover, wo er von 1934 bis 1944 als Kontorist bei der Tuchgroßhandlung Dreyer & Grupen arbeitete. Während des Krieges kehrte er nach Stolp zurück. 
1945 flüchtete Leddin nach Hannover, wo er von 1947 an Leiter des Sozialamtes war. Er war Ratsmitglied in Hannover, Mitglied des ernannten niedersächsischen Landtages und 1948/49 des Wirtschaftsrates der Bizone. Dem Deutschen Bundestag gehörte er von der ersten Bundestagswahl 1949 bis zu seinem Tode an. Er vertrat den Wahlkreis Stadt Hannover-Nord im Parlament und war Vorsitzender des Bundestagsausschusses für Kriegsopfer- und Kriegsgefangenenfragen.
Leddin war seit 1918 Sozialdemokrat und zuletzt Mitglied des SPD-Bundesvorstandes.